# Стефан фон Шаумбург-Липе
Стефан Александер Виктор фон Шаумбург-Липе (на немски: Stephan Alexander Viktor Prinz zu Schaumburg-Lippe; * 21 юни 1891, Щатхаген; † 10 февруари 1965, дворец Кемпфенхаузен в Берг на Щарнбергерзе, Бавария) е принц от Шаумбург-Липе. Той е пруски офицер и дипломат. От 1930 е член на НСДАП и от септември 1937 г. СС-оберщурмбанфюрер.

## Произход
Той е петият син (от девет деца) на княз Георг фон Шаумбург-Липе (1893 – 1911) и принцеса Мария Анна фон Саксония-Алтенбург (1864 – 1918), дъщеря на Мориц фон Саксония-Алтенбург (1829 – 1907) и принцеса Августа фон Саксония-Майнинген (1843 – 1919).

## Фамилия
Стефан фон Шаумбург-Липе се жени на 4 юни 1921 г. в Растеде за херцогиня Ингеборг Аликс фон Олденбург (* 20 юли 1901, Олденбург; † 10 януари 1996, Бинебек при Дамп), дъщеря на велик херцог Фридрих Август фон Олденбург (1852 – 1931) и херцогиня Елизабет Александрина фон Мекленбург-Шверин (1869 – 1955). Те имат три деца:
- Мари-Аликс (* 2 април 1923, Бюкебург), омъжена на 9 октомври 1947 г. в Глюксбург за херцог Фридрих Ернст Петер фон Шлезвиг-Холщайн-Зондербург-Глюксбург (* 30 април 1922; † 30 септември 1980), син на херцог Фридрих фон Шлезвиг-Холщайн (1891 – 1965) и принцеса Мария Мелита фон Хоенлое-Лангенбург (1899 – 1967)
- Георг Мориц Фридрих Август Ото Кристиан (* 9 март 1924, Бюкебург; † 17 октомври 1970, Волфратсхаузен), близнак, неженен
- син (* 9 март 1924, Бюкебург; † 13 март 1924, Бюкебург), близнак